# Kolonialvaror

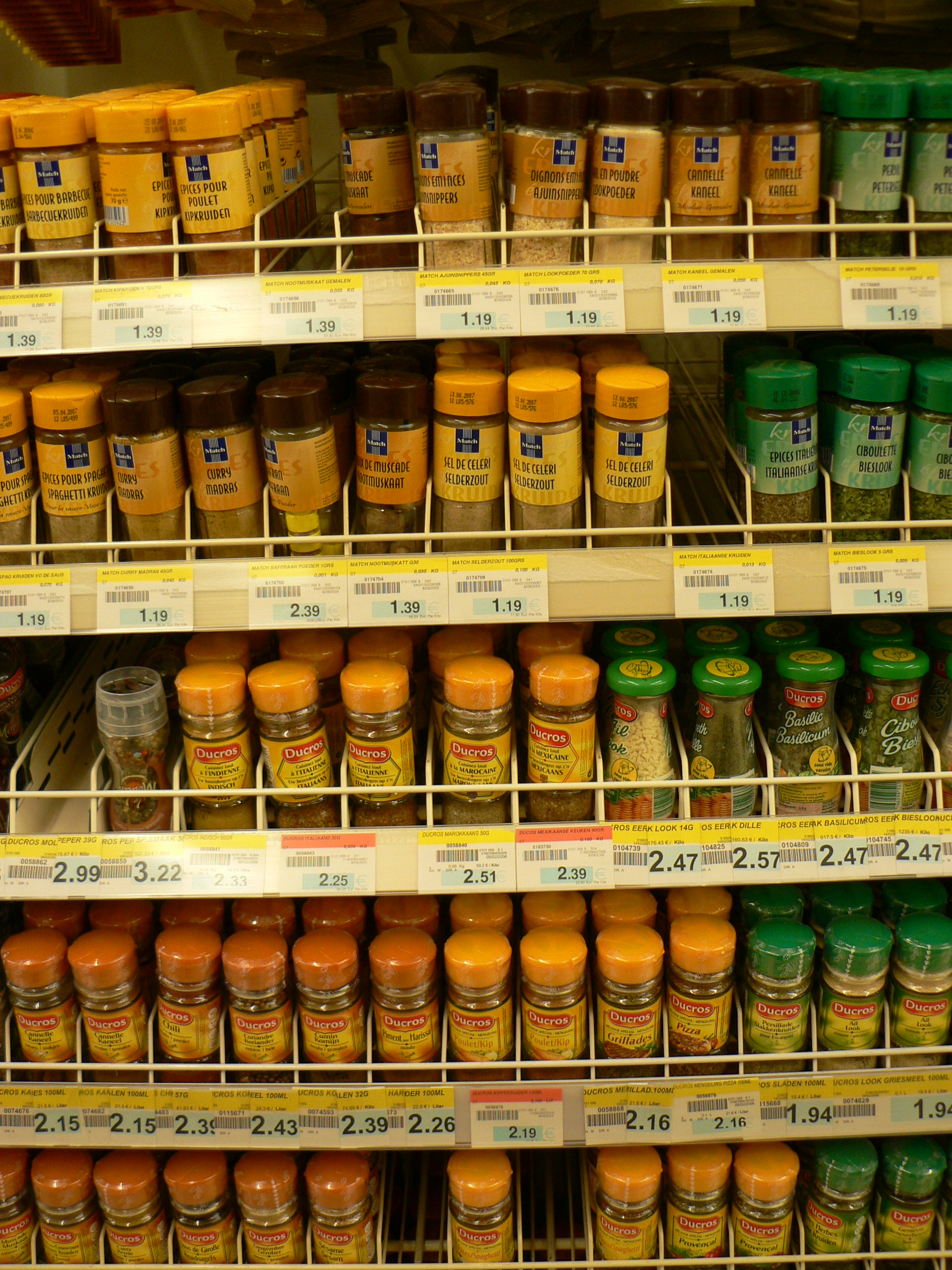
Kryddor är en vanlig kolonialvara.

Kolonialvaror är råvaror från länder med tropiskt eller subtropiskt klimat, som till exempel kaffe, socker av sockerrör, kakao, te, ris och kryddor. Begreppet "kolonialvaruaffär" har använts sedan början av 1800-talet. Begreppet kolonialvara innefattar också saker så som ketchup, konserver och dressingar. Det som kännetecknar dem är att de inte behöver någon speciell lagerhållning, utan kan stå i rumstemperatur, till skillnad från exempelvis mjölk, fisk och kött. 
Kolonialvaror brukar ibland också kallas för torra varor.